# Concerto pour clarinette de Mercadante
Pour les articles homonymes, voir Concerto pour clarinette (homonymie).

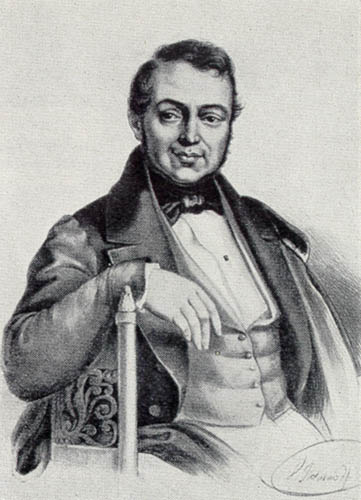
Saverio Mercadante

Le concerto pour clarinette et orchestre en si bémol majeur opus 101 est un concerto de Saverio Mercadante composé vers 1819. Il s'agit du deuxième des deux concertos pour clarinette de Mercadante. Il s'avère essentiellement classique dans sa texture et son écriture orchestrale et plus intime dans sa portée que le premier concerto.

## Analyse de l'œuvre
Le concerto ne comporte que deux mouvements:
1. Allegro maestoso : Longue introduction orchestrale précède la virtuose clarinette.
2. Andante con variazioni : le thème lyrique exposé par la clarinette précède trois variations. La première sans virtuosité, la deuxième plus virtuose avec ses ornements et ses gammes, la troisième fait montre d'une belle souplesse rythmique.

- Durée d'exécution : seize minutes.

« La substitution d'un hautbois à la clarinette, au moment de la variation en mineur, est un effet plein de surprise et de relief. »

— Ana Popescu

## Enregistrements
- Eduard Brunner, Münchener Kammerorchester (Tudor 728, 1989)[1]

## Source
- François-René Tranchefort, Guide de la musique symphonique, éd. Fayard P.478

- Ressource relative à la musique :   - Muziekweb
- Notices d'autorité :   - BnF (données)